# Costoja (Alt Pirineu)
Costoja forma part del Prepirineu central, tot i que se situa a cavall entre el Pirineu i el Prepirineu central. Dins aquest Espai natural protegit s'hi poden trobar comunitats vegetals mediterrànies i una gran representativitat de fauna de caràcter montà. Aquest Espai és un bon representant de la vegetació submediterrània en aquest sector. Cal assenyalar el grau de representativitat de la fauna montana amb algunes espècies d'elevat interès.

## Medi físic
Orogràficament, l'Espai natural de Costoja se situa a cavall entre el Pirineu i el Prepirineu central i compta amb pics que tot just sobrepassen els 1.500 m., especialment la Coma de Tolzó i Costoja, al sud de la serra de Mencui.

## Biodiversitat
La funció principal dels espais naturals protegits de Catalunya és conservar mostres representatives de la fauna, la flora i els hàbitats propis del territori, de manera que es puguin desenvolupar els processos ecològics que donen lloc a la biodiversitat (l'àmplia varietat d'ecosistemes i éssers vius: animals, plantes, els seus hàbitats i els seus gens).
L'Espai Natural de Costoja està representat pels hàbitats submediterranis, cal remarcar també la representativitat excepcional de la fauna montana amb penetració d'alguns elements faunístics eurosiberians.

### Fauna
La fauna present en aquest Espai és de caràcter montà i són remarcables algunes espècies d'origen eurosiberià. La fauna vertebrada compta amb interessants espècies d'ocells, com ara el gall fer (Tetrao urogallus), l'aufrany (Neophron percnopterus), el trencalòs (Gypaetus barbatus), el falcó peregrí (Falco peregrinus) o l'àguila daurada (Aquila chrysaetus). Pel que fa als mamífers, hem de subratllar la presència de la marta (Martes martes), la mostela (Mustela nivalis) i altres.
En el cas de l'ENP Costoja les espècies presents són: Callimorpha quadripunctaria, Cerambyx cerdo, Euphydryas aurinia, Galemys pyrenaicus, Graellsia isabelae, Lacerta monticola, Lucanus cervus, Lutra lutra, Miniopterus schreibersii, Rhinolophus euryale, Rhinolophus ferrumequinum, Rhinolophus hipposideros, Rosalia alpina, Ursus arctos

### Vegetació i flora
Es tracta d'un espai amb un clar caràcter forestal, on hi domina la vegetació submediterrània. Pel que fa a alguns elements botànics d'interès, cal remarcar Lonicera pyrenaica o Saxifraga paniculata.

## Aspectes socioeconòmics
Dins aquest Espai s'hi practica la silvicultura, així com la ramaderia de bestiar boví i oví amb les races autòctones d'ovella xisqueta i vaca bruna dels Pirineus. A l'Espai natural protegit s'hi practiquen també activitats cinegètiques.
El 99,45% de la superfície es troba al Catàleg de forests d'utilitat pública (CUP) o té algun tipus de conveni amb ajuntaments o particulars.
Usos del sòl:
- Boscos - 80,86%
- Vegetació arbustiva i herbàcia - 17,78%
- Roques, tarteres, glaceres, coves - 1,36%